# グレーター・トウキョウ・フェスティバル
グレーター・トウキョウ・フェスティバル (GTF) は、東京都、神奈川県、千葉県、埼玉県の首都圏を舞台に、地域に根ざしたスポーツ、文化の一大祭典を築き上げようという趣旨下、2002年度から毎年夏季に開催されている複合型のお祭りイベントである。

## これまでの主な実施イベント
- 環境イベント - 「GTF新宿御苑グリーンチャレンジのつどい」、「GTF御苑夏の音祭り」、「GTF AWARDS」、「ネイチャークラフトガーデン」、「GTF浮世絵展」など
- スポーツイベント - 「GTF CUP マンチェスター・ユナイテッド VS 鹿島アントラーズ」、「GTF CUP ニューカッスル・ファルコンズ VS NECグリーンロケッツ」、「GTF ビルド・ア・ベア・カップ」、「ザ・ビーチ選手権大会」、「GTFプレセンツ Tokyo's Cup Yacht Festival」など
- ミュージックイベント - 「GTF MUSIC PARTY」、「ちんじゅの森チャリティコンサート」など
- ムービーイベント - 「GTFトーキョーシネマショー」など
- ステージイベント - 「ビーシャ・ビーシャ」、「GTF2004 presents ブロードウェイミュージカル『キャバレー』」、「GTFブロードウェイミュージカル『シカゴ』」、「GTFお笑いライブcasTY」など
- フェスティバル - 「GTF日比谷」、「原宿表参道元氣祭り・スーパーよさこい」など
- キッズプロジェクト - 「GTF新宿Kids FEST.」、「サッカーキッズクリニック」、「ラグビーキッズクリニック」、「GTFキッズふみの日お絵かきコンクール」など

## 企画制作
- 株式会社エフエム東京
- 株式会社am/pmジャパン
- 株式会社キョードー東京
- ジャパン・スポーツ・マーケティング株式会社
- 株式会社ギャガ・コミュニケーションズ
- 株式会社ホリプロ
- GTFグレーター トウキョウ フェスティバル実行委員会 事務局
- ヒーローズエデュテイメント株式会社